# Gert B. Venzky
Gert B. Venzky, bis 1979 Gert B. Fleischer, danach gelegentlich auch als Gert B. Fleischer-Venzky (* 11. Januar 1940 im Deutschen Reich) ist ein deutscher Filmarchitekt, Bühnen- und Szenenbildner.

## Leben und Wirken
Gert Fleischer machte sein Abitur in München und ließ sich an der dortigen Akademie der Bildenden Künste im Fach Bühnenbild ausbilden. In den frühen 1960er Jahren übernahm er Bühnenbildner-Assistenzen in Bayreuth, München und Köln, ehe er 1964 zum Bühnenbildner aufstieg. Anschließend betreute er Aufführungen an kleineren Bühnen wie in Oberhausen (1960er Jahre), Bamberg (1970er Jahre) und Stuttgart (1980er Jahre). Seit 1969 wirkte Fleischer überdies als Szenenbildner beim Fernsehen, die ersten zehn Jahre unter dem Namen Gert B. Fleischer.
Nach seinem Namenswechsel zu Gert B. Venzky (1979) landete er 1981 seinen ersten großen Erfolg mit dem damals viel diskutierten ZDF-Mehrteiler Tod eines Schülers. Zu Venzkys wichtigsten Regisseuren zählten Claus Peter Witt, Franz Seitz junior, Eberhard Itzenplitz, Michael Verhoeven und Wilm ten Haaf. Bis in die frühen 2000er Jahre hinein designte der Münchner die Kulissen sowohl für Einzelproduktionen als auch für Serien, er betreute aber auch die beiden Satiresendungen Notizen aus der Provinz und Scheibenwischer mit Dieter Hildebrandt.
Trotz intensiver Fernseharbeit blieb Venzky aber auch weiterhin dem Theater verbunden. Mit 65 Jahren zog er sich von der Fernseharchitektur zurück und wirkte fortan nur noch als Ausstatter an der Bühne.

## Filmografie
- 1970: Hanna Lessing
- 1971: Der Fall Elena Voulgari
- 1975: Bitte keine Polizei (Serie)
- 1975–1976: Spannagl & Sohn (Serie)
- 1977: Der Schachzug
- 1977: Die Aula
- 1976–1978: Der Anwalt (Serie)
- 1978: Das Männerquartett
- 1979: Andreas Vöst
- 1980: Unter Verschluß
- 1980: Der Millionenbauer
- 1981: Tod eines Schülers (Mehrteiler)
- 1982: Der Jagerloisl
- 1982: Büro, Büro (Serie)
- 1983: Einmal die Woche
- 1983: Kinder unseres Volkes
- 1984: Kornelia
- 1984: Flammenzeichen
- 1985: Lindhoops Frau
- 1985: Seemann, gib Obacht!
- 1986: Der wilde Clown
- 1986: Geheimnis in Cornwall
- 1986: Gundas Vater
- 1987: Das Mädchen mit den Feuerzeugen
- 1988: Schuldig
- 1989: Joseph Filser – Bilder aus dem Leben eines Bayerischen Abgeordneten
- 1990: So ein Schlawiner
- 1990: Erfolg
- 1992: Widerspenstige Viktoria
- 1994: Unsere Schule ist die Beste (Serie)
- 1995: Alle meine Töchter (Serie)
- 1995: Drei Frauen und (k)ein Mann
- 1996: Insel der Furcht
- 1997: Polizeiruf 110 (Episode: Im Netz der Spinne)
- 2003: Der Tag der Befreiung (Kurzfilm)
- 2005: Glück auf vier Rädern